# Theodor Pištěk (aktor)
Theodor Pištěk  (ur. 13 czerwca 1895 w Pradze, zm. 5 sierpnia 1960 w Mukařov) – czeski aktor i reżyser. W latach 1921–1959 zagrał w 234 filmach.

## Wybrana filmografia
- 1921: Janosik
- 1928: Evas Töchter
- 1929: Vater Radetzky
- 1929: Praskie szwaczki (Pražské švadlenky)
- 1930: Święty Wacław (Svatý Václav)
- 1931: Chłopcy z rezerwy (Muži v offsidu)
- 1934: Hej rup!
- 1934: Dziadziuś (Nezlobte dědečka)
- 1935: Jánošík
- 1933: Rewizor (Revizor)
- 1937: Advokátka Věra
- 1938: Škola základ života
- 1940: Katakumby  (Katakomby)
- 1941: Ukochany (Roztomilý člověk)
- 1941: Hotel Błękitna Gwiazda (Hotel Modrá hvězda)
- 1941: Cioteczka (Tetička)
- 1941: Z českých mlýnů
- 1942: Gabriela
- 1949: Pytlákova schovanka
- 1953: Anna proletariuszka (Anna proletářka)

## Źródła
- Theodor Pištěk. w bazie ČSFD.cz. (cz.).
- Theodor Pištěk w bazie Kinobox.cz (cz.)
- Theodor Pištěk (aktor) w bazie Filmweb
- Theodor Pištěk (aktor) w bazie IMDb (ang.)